# Tramwaje w Nowym Sadzie

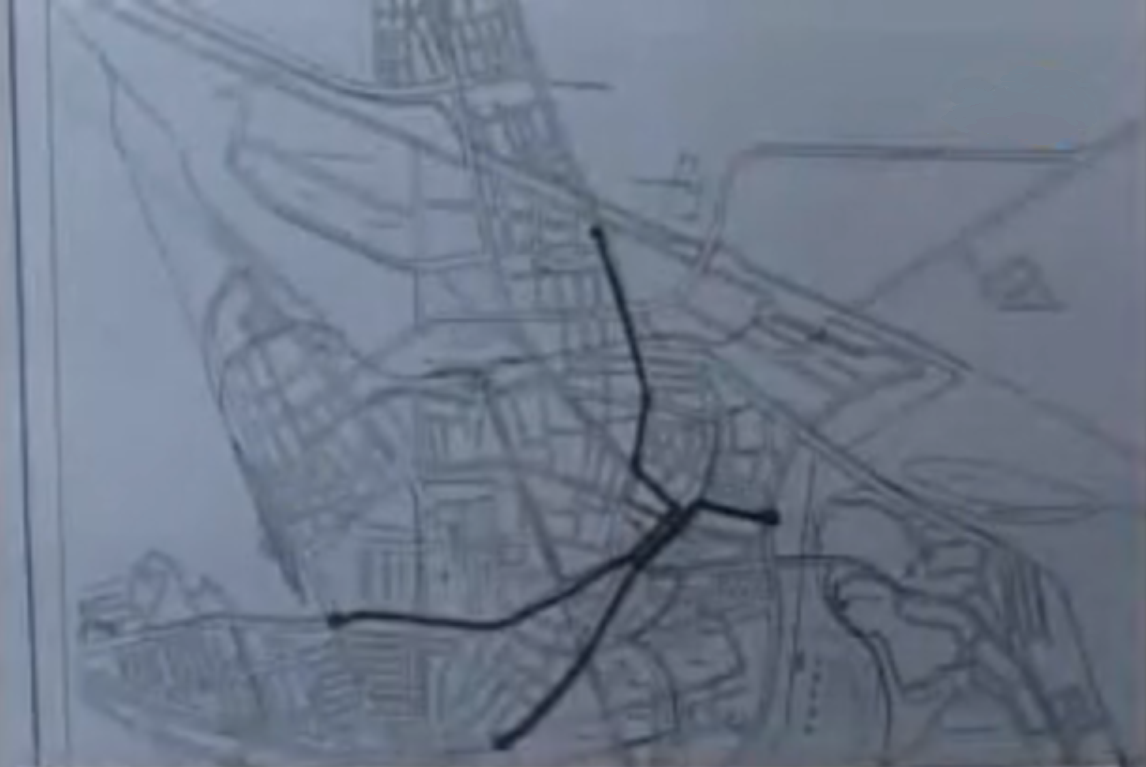
Schemat linii tramwajowych w Nowym Sadzie

Tramwaje w Nowym Sadzie − zlikwidowany system komunikacji tramwajowej w serbskim mieście Nowy Sad, działający w latach 1911–1958. 

## Historia
Tramwaje elektryczne w Nowym Sadzie uruchomiono 30 września 1911. W czasie II wojny światowej ograniczono kursowanie tramwajów, a w 1944 całkowicie je wstrzymano z powodu zniszczenia elektrowni. Po zakończeniu wojny ruch tramwajowy wznowiono 25 maja 1945. W 1958 zlikwidowano tramwaje, które zostały zastąpione przez autobusy.
W Nowym Sadzie istniały dwie linie:
- Biała: Futoška kapija – ulica Temerinska
- Zielona: Dworzec kolejowy – przystań na Dunaju

Tabor tramwajowy początkowo składał się z 19 wagonów silnikowych i 3 doczepnych wyprodukowanych w zakładach Ganz. 